# Porto de Houston
O Porto de Houston (em inglês:  Port of Houston) é um porto marítimo em Houston, no Texas, a quarta maior cidade dos Estados Unidos. O porto é um complexo de instalações públicas e privadas diversificadas de 25 quilómetros de comprimento localizadas a algumas horas de navegação do Golfo do México. É o porto mais movimentado dos Estados Unidos em volume de toneladas de bens importados, o segundo maior em volume total, e o 13.º mais movimentado do mundo. 